# 박용현 (1892년)
박용현(朴龍鉉, 일본식 이름: 新井龍鉉아라이 류엔, 1892년 12월 14일 ~ ?)은 일제강점기의 관료이다.

## 생애
전라남도 광주군 출신으로 광주농업학교를 졸업했다. 보통문관시험에 합격하여 1913년에 전라남도 함평군에서 판임관 견습으로 근무한 것을 시작으로 조선총독부 관리가 되었다.
견습 생활을 마치고 총독부 군서기로 임용되어 함평군에서 근무하였고, 전라남도 권업과를 거쳐 담양군 권업과장을 지냈다. 나주군과 진도군에서 근무하다가 1934년에는 총독부 군수로 승진해 해남군에 발령받았다.
해남군수로 재직 중이던 1935년에 총독부가 편찬한 《조선공로자명감》에 총 353명의 공로자 중 한 명으로 이름이 수록되어 있다. 총독부가 시정 25주년을 기념해 표창한 표창자 명단에도 포함되었다.
이후 나주군수로 이동하였다. 1928년에 쇼와대례기념장을, 1934년에 훈6등 서보장을 수여받는 등 일본 정부로부터 여러 차례 훈장을 받아 나주군수이던 1943년을 기준으로 종5위 훈5등에 서위되어 있었다.
2008년에 민족문제연구소가 친일인명사전 편찬을 위해 정리한 친일인명사전 수록예정자 명단 중 관료 부문, 2009년 친일반민족행위진상규명위원회가 발표한 친일반민족행위 705인 명단에 포함되었다.

## 참고자료
- 박용섭(朴墉燮) - 국사편찬위원회